# Leanid Kuczuk
Leanid Stanisławawicz Kuczuk, biał. Леанід Станіслававіч Кучук, ros. Леонид Станиславович Кучук, Leonid Stanisławowicz Kuczuk (ur. 27 sierpnia 1959 w Mińsku) – białoruski piłkarz i trener piłkarski. Podczas kariery grał na pozycji obrońcy, a wcześniej napastnika.

## Kariera piłkarska

### Kariera klubowa
W 1978 rozpoczął karierę piłkarską w drużynie rezerw Dynamy Mińsk. W 1979 roku został wniesiony do rejestru „biało-niebieskich” w mistrzostwach ZSRR, ale nie zagrał w klubie żadnego meczu. W 1980 został piłkarzem Homselmaszu Homel, który występował w drugiej lidze. Łącznie rozegrał 217 meczów i strzelił 6 goli. Od roku 1986 zaczął grać na pozycji obrońcy. W 1989 przeszedł do KIM Witebsk. W witebskim zespole zagrał 101 mecz i strzelił 1 gola. W roku 1990 pracował również jako trener w klubie, a w 1992 zasilił skład Mietałurha Mołodeczno. W 1994 przeniósł się do Ataka-Aura Mińsk, a w 1998 zakończył karierę piłkarską w barwach Dynama-93 Mińsk.

### Kariera trenerska
Jeszcze będąc piłkarzem trenował w 1990 roku klub KIM Witebsk oraz od 27 czerwca do 10 lipca 1998 roku Dynama-93 Mińsk. Po zakończeniu kariery piłkarskiej, od sierpnia do końca 1998 roku stał na czele FK Mołodeczno. Od 2003 roku pracował na stanowisku głównego trenera w klubie Lakamatyu Mińsk. Od 2004 do 2010 prowadził mołdawski Sheriff Tyraspol, z którym zdobył wiele tytułów. W sezonie 2009/10, Sheriff grał w Lidze Mistrzów i Lidze Europejskiej. W pierwszym turnieju, klub dotarł do rundy play-off, przegrywając w dwumeczu z Olympiakosem. W Lidze Europy Sheriff grał w grupie H, gdzie zajął trzecie miejsce. W styczniu 2010 r. za obopólną zgodą opuścił swoje stanowisko. 18 maja tego samego roku został mianowany trenerem Salut Biełgorod, zastępując na tym stanowisku Mirasłau Ramaszczankę. W rosyjskim klubie jednak nie wykazał się wynikami. Pod jego kierownictwem Salut wygrał 3 mecze, dwa zremisował i 9 przegrał. 23 sierpnia zrezygnował ze stanowiska trenera. Potem powrócił do Sheriffu, gdzie pracował na stanowisku dyrektora sportowego. 2 czerwca 2011 został mianowany na głównego trenera w ukraińskim Arsenale Kijów. W grudniu 2012 z przyczyn finansowych w klubie odszedł z Arsenału. 9 stycznia 2013 roku objął prowadzenia rosyjskiego klubu Kubań Krasnodar. 18 czerwca 2013 roku przeniósł się do Lokomotiwu Moskwa. 19 października 2014 został zwolniony z Lokomotiwu, a już 17 listopada 2014 ponownie stał na czele Kubania Krasnodar, z którym pracował do końca sezonu 2014/15. 15 stycznia 2017 roku został mianowany na stanowisko głównego trenera klubu Stal Kamieńskie. Po zakończeniu sezonu 2016/17 klub zadecydował nie kontynuować współpracy z trenerem. 1 lutego 2019 podpisał kontrakt z Ruchem Winniki. 10 grudnia 2019 za obopólną zgodą kontrakt został rozwiązany.

## Sukcesy i odznaczenia

### Sukcesy trenerskie
- mistrz Mołdawii: 2004, 2005, 2006, 2007, 2008, 2009
- brązowy medalista Mistrzostw Rosji: 2013/14
- zdobywca Pucharu Mołdawii: 2006, 2008, 2009
- zdobywca Pucharu Mistrzów WNP: 2003, 2009